# Cowthally Castle

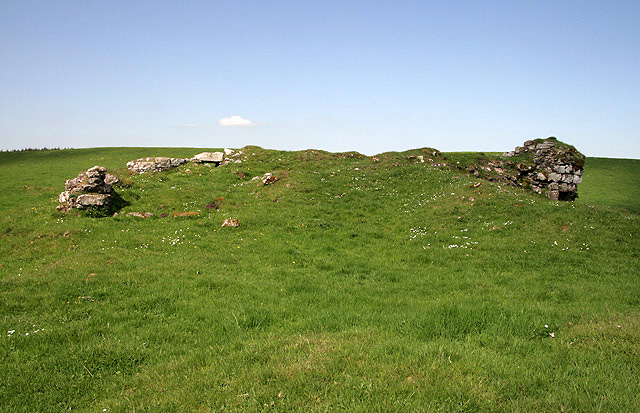
Überreste von Cowthally Castle

Cowthally Castle, auch Couthalley Castle, ist eine Burgruine beim Dorf Carnwath in der schottischen Council Area South Lanarkshire. Die Überreste des Wohnturms mit L-förmigem Grundriss sind als Scheduled Monument geschützt. Bis 2015 war die Ruine außerdem als Denkmal der Kategorie B gelistet.

## Geschichte
Die Burg scheint im 12. Jahrhundert errichtet worden zu sein und wurde 1375 neu aufgebaut. 1317 fiel das Anwesen durch seine Heirat mit Lady Elizabeth Douglas an Sir John Somerville, 4. Baron of Linton. 1415 wurde die Burg erneut verändert und erweitert und dann nochmals 1524. Im Jahre 1557 wurde Cowthally Castle belagert und teilweise zerstört; 1586 wurde es wieder aufgebaut.
Die Gebäude der Burg, die im 17. Jahrhundert noch erhalten waren, beschrieb James Somerville, 11. Lord Somerville, in seiner Familienhistorie The Memorie of the Somervilles.